# آرون کنولی
آرون آنتونی کانولی (زاده ۲۸ ژانویه ۲۰۰۰) یک فوتبالیست حرفه ای ایرلندی است که به عنوان مهاجم باشگاه لیگ برتر فوتبال انگلستان برایتون و هو هو آلبیون و تیم ملی جمهوری ایرلند بازی میکند.او جزو اشراف زادگان ایرلندی است و در مقاله ای اظهار کرده از علاقه مندان بازیPokemon است

## باشگاه‌های حرفه ای
کانولی در اورانمور، گالوی متولد شد و کار خود را در سال ۲۰۰۵ آغاز کرد. وی در سن ۱۱ سالگی به تیم جوانان مروه یونایتد پیوست. در تابستان سال ۲۰۱۶ او با قراردادی براتون و هوو آلبیون به لیگ برتر پیوست، به اندازه کافی تأثیرگذار بود که این باشگاه بتواند قرارداد دو ساله با تیم زیر ۱۸ سال به او ارائه دهد. او در رده‌های زیر ۲۳ سال به سرعت دنبال شد و همچنین اولین بازی خود را برای تیم اول در سن ۱۷ سالگی انجام داد به عنوان جانشین تامر همد در پیروزی ۱–۰ کاپ اتحادیه مقابل بارنت در اوت ۲۰۱۷ ظاهر شد . وی در تاریخ ۳۱ ژانویه ۲۰۱۹ قرارداد جدید سه و نیم ساله با برایتون امضا کرد.

### بازی قرضی در لوتون
در ۳۱ ژانویه ۲۰۱۹، کانلی به تیم لیگ یکی رهبران لوتون تاون به صورت قرضی پیوست. وی پس از بازگشت از مصدومیت، رسماً در تاریخ ۲ آوریل ۲۰۱۹ با لوتون قرارداد امضاء کرد. کانولی در تاریخ ۱۳ آوریل لیگ فوتبال خود را با لوتون آغاز کرد و در دقیقه ۶۸ با نتیجه ۱–۱ روبه روی چارلتون به بیرون رفت. لوتون در بازی ۳–۱ شکست خورد.

### بازگشت از قرض دهی
در تاریخ ۲۷ اوت 2019 او اولین بازی لیگ خود را برای برایتون انجام داد و چهار روز بعد، به عنوان یک جایگزین برای نیل ماپی انتخاب شد.

## بازی‌های بین‌المللی
کانولی نماینده جمهوری ایرلند در سطح زیر ۱۷ سال، زیر ۱۹ سال و زیر ۲۱ سال است. وی در مرحله مقدماتی مسابقات قهرمانی زیر ۱۷ سال اروپا یوفا ۲۰۱۷ گلزن شد و در شش مسابقه ۷ گل به ثمر رساند. او در هر چهار مسابقه در مسابقات پایانی که در کرواسی برگزار شد، بازی کرد درآمد اما نتوانست گلزنی کند زیرا ایرلند در مرحله یک چهارم نهایی توسط انگلیس حذف شد.
کانولی برای مسابقات تورنمنت ۲۰۱۹ تولون در ترکیب زیر 21 ساله های جمهوری ایرلند قرار گرفت. کانولی بازی گروهی افتتاحیه ایرلند را مقابل چین U23  آغاز کرد و آن را با یک گل و یک پاس گل برای زاک البوزدی در یک پیروزی ۴–۱ به ثمر رساند.
در ۵ اکتبر ۲۰۱۹، در همان روز که دو بار مقابل تاتنهام گل به ثمر رساند، اولین فراخوان خود برای تیم ملی جمهوری ایرلند را برای دیدارهای مقدماتی یورو ۲۰۲۰ برابر گرجستان و سوئیس دریافت کرد. او اولین بازی خود را در برابر گرجستان در ۱۲ اکتبر ۲۰۱۹ انجام داد و  در دقیقه ۷۹ در بازی ۰–۰ جایگزین جیمز کالینز را شد .

## آمار شغلی

### باشگاه
تا تاریخ  ۸ ژوئیه ۲۰۲۰
| باشگاه                   | فصل     | لیگ      | لیگ    | لیگ  | جام حذفی | جام حذفی | جام لیگ | جام لیگ | دیگر   | دیگر | جمع    | جمع  |
| باشگاه                   | فصل     | بخش      | بازی‌ها | گل‌ها | بازی‌ها   | گل‌ها     | بازی ها | گل ها   | بازی‌ها | گل‌ها | بازی‌ها | گل‌ها |
| ------------------------ | ------- | -------- | ------ | ---- | -------- | -------- | ------- | ------- | ------ | ---- | ------ | ---- |
| برایتون و هوو آلبیون     | 2017–18 | لیگ برتر | ۰      | ۰    | ۰        | ۰        | ۱       | ۰       | -      | -    | ۱      | ۰    |
| برایتون و هوو آلبیون     | ۲۰۱۸–۱۹ | لیگ برتر | ۰      | ۰    | ۰        | ۰        | ۱       | ۰       | -      | -    | ۱      | ۰    |
| برایتون و هوو آلبیون     | 2019-20 | لیگ برتر | ۲۲     | ۲    | ۱        | ۰        | ۲       | ۱       | -      | -    | ۲۵     | ۳    |
| برایتون و هوو آلبیون     | جمع     | جمع      | ۲۲     | ۲    | ۱        | ۰        | ۴       | ۱       | -      | -    | ۲۷     | ۳    |
| برایتون و هوو آلبیون U21 | ۲۰۱۷–۱۸ | -        | -      | -    | -        | -        | -       | -       | 2      | ۰    | ۲      | ۰    |
| برایتون و هوو آلبیون U21 | ۲۰۱۸–۱۹ | -        | -      | -    | -        | -        | -       | -       | 3      | ۵    | ۳      | ۵    |
| برایتون و هوو آلبیون U21 | جمع     | جمع      | -      | -    | -        | -        | -       | -       | ۵      | ۵    | ۵      | ۵    |
| شهر لوتون (قرضی)         | 2018–19 | لیگ یک   | ۲      | ۰    | -        | -        | -       | -       | -      | -    | ۲      | ۰    |
| کلی                      | کلی     | کلی      | ۲۴     | ۲    | ۱        | ۰        | ۴       | ۱       | ۵      | ۵    | ۳۴     | ۸    |

1. 1 2  Appearances in EFL Trophy

### بین‌المللی
تا تاریخ 1۵ اکتبر ۲۰۱۹
| تیم ملی       | سال  | بازی | گل |
| ------------- | ---- | ---- | -- |
| جمهوری ایرلند | ۲۰۱۹ | ۲    | ۰  |